# Michael Frey (Historiker)

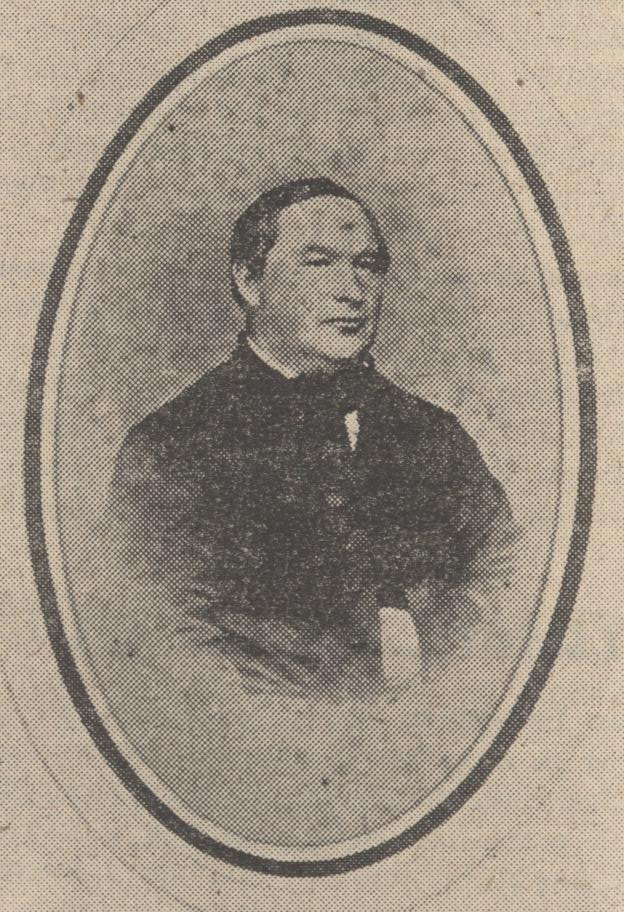
Pfarrer Michael Frey

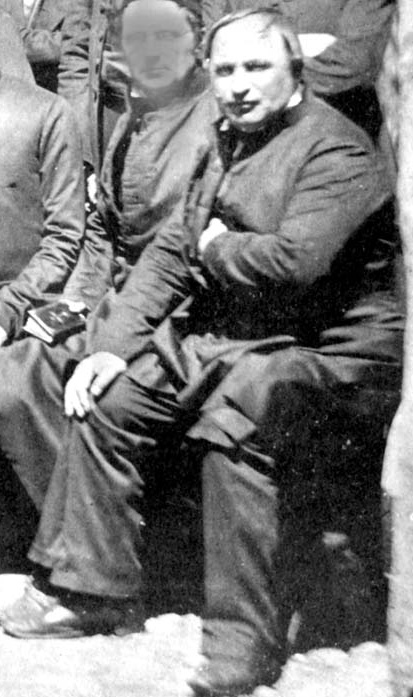
Pfarrer Michael Frey, ca. 1840

Michael Frey, Taufname Johann Michael (* 21. September 1788 in Schweighofen, Rheinpfalz; † 8. Januar 1854 in Hatzenbühl) war ein katholischer Priester und Pfarrer im Bistum Speyer. Als Historiker publizierte er eine vierbändige Beschreibung des Bayerischen Rheinkreises, also der Pfalz, die bis heute ein Standardwerk blieb.

## Leben und Wirken
Michael Frey wurde als Sohn des wohlhabenden Bauern Lorenz Frey im südpfälzischen Schweighofen geboren, das damals auch politisch zum alten Hochstift Speyer gehörte. Der Vater fungierte zeitweilig als Bürgermeister des Ortes. 
Nach der französischen Besetzung der deutschen Gebiete links des Rheines wurden gemäß Konkordat von 1801 zw. Papst Pius VII. und Napoleon jeweils an den Départementssitzen auch gebietsmäßig deckungsgleiche Bistümer eingerichtet. Die alten Diözesen erklärte man (hinsichtlich ihrer linksrheinischen, nun französischen Gebietsteile) für aufgelöst. Schweighofen schlug man damals zum französischen Département Bas-Rhin mit Départementssitz in Straßburg. Die neue Großdiözese Straßburg entsprach gebietsmäßig dem Territorium des politischen Départements und man schloss ihr daher auch die südlichen, linksrheinischen Teile des alten Bistums Speyer an, die nun zum Département Bas-Rhin gehörten; Schweighofen kam somit unter die Jurisdiktion des Sprengels von Straßburg. 
Michael Frey wollte in den geistlichen Stand eintreten. Deshalb schickten ihn seine Eltern über den Rhein ins deutsche Rastatt. Hier existierte das Hochstift Speyer noch rechtsrheinisch fort. Der Junge besuchte von 1808 bis 1812 das dortige Piaristenkolleg und entging so dem napoleonischen Kriegsdienst, dem einer seiner Brüder in Russland zum Opfer fiel. Am 23. Mai 1812 empfing Frey in Straßburg die Priesterweihe. In dieser Diözese wirkte er bis zur Rückgliederung des südpfälzischen Gebietes an das neue Bistum Speyer, die rechtlich 1817, faktisch aber erst 1822 erfolgte. 
Michael Frey amtierte von 8. Juli 1812 bis 14. November 1813 als Kaplan in Wanzenau und vom 15. November 1813 bis zum 31. Mai 1814 als solcher in Weißenburg (Elsass). Am 1. Juni 1814 wurde Michael Frey zum Pfarrer von Jockgrim ernannt, wo er bis zum 18. Mai 1825 blieb. In dieser Stellung wechselte er mit seiner Pfarrei aus dem Bistum Straßburg ins neue Bistum Speyer, 1822 ernannte man ihn zum Distriktsschulinspektor. Er legte in Jockgrim auch ein Pfarrgedenkbuch an, damals noch eine Seltenheit und ein deutlicher Hinweis auf sein historisches Interesse. 
Bischof Matthäus Georg von Chandelle beförderte Frey zum 19. Mai 1825 auf die einträglichere Pfarrei Rheinzabern, wo er sich zwar für die Römerfunde in der Gemeinde stark interessierte, aber wegen seiner schwächlichen Gesundheit in der großen Kirche beim Singen und Predigen an seine körperlichen Grenzen stieß. Er bat um Versetzung in eine kleinere Gemeinde, die schon am 6. Mai 1826 erfolgte. An diesem Tage wurde er Pfarrer von Hatzenbühl, wo er von nun an fast ein Menschenalter lang, bis zu seinem Tode 1854, als eifriger Seelsorger wirkte. 1837 avancierte der Priester dort zum Dekan. 
Am 15. Dezember 1853 hatte Pfarrer Frey fast den ganzen Tag über in der kalten Kirche die Beichte gehört. Abends kehrte er frierend zurück, setzte sich an den Ofen und erlitt einen Schlaganfall, dem schon kurze Zeit später ein zweiter folgte. Trotz körperlicher Behinderung versah er sein Amt weiter, bat jedoch mit Datum vom 30. Dezember in Speyer um einen Hilfsgeistlichen, wegen seiner angeschlagenen Gesundheit. Noch bevor es dazu kam, erlitt Pfarrer Frey am 6. Januar 1854 einen völligen Zusammenbruch und verstarb zwei Tage später. Er wurde unter großer Beteiligung auf dem Friedhof von Hatzenbühl beigesetzt.
In seiner Ausgabe Nr. 3 vom 17. Januar 1954 berichtete Der Pilger über einen Festakt mit Kranzniederlegung am Grab von Pfarrer Michael Frey anlässlich dessen 100. Todestages. In Hatzenbühl wurde die „Pfarrer-Frey-Straße“ nach dem Priester benannt, im Geburtsort Schweighofen die „Pfarrer-Michael-Frey-Straße“.

## Historiker und Landeskundler

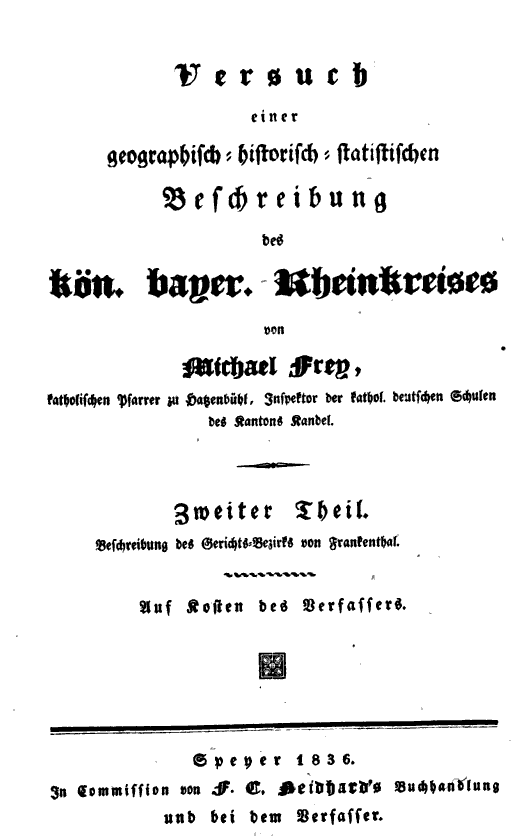
Titelblatt, Band 2 der „Beschreibung des Rheinkreises“, von Pfarrer Michael Frey, 1836

Michael Freys Lebensgang unterschied sich kaum von dem anderer Priester; seine heimatgeschichtlichen Forschungen machten ihn jedoch zu einer zeitlos bekannten Persönlichkeit der Region.
Stark heimatkundlich interessiert trug Frey neben seinem geistlichen Wirken eine Unmenge von landeskundlichen bzw. geschichtlichen Daten und Fakten zusammen. In Speyer hatte er den Diözesanhistoriker Franz Xaver Remling kennengelernt, der 1832 gerade sein erstes Buch veröffentlichte. Er unterstützte Frey in seinen Forschungen. Nach Sammlung, Sichtung, Sortierung und Auswertung des Materials brachte es Pfarrer Frey in Buchform. Er hielt sich bei seiner Publikation an die Grenzen der Heimatdiözese Speyer, die nun exakt denen des politischen Rheinkreises im Königreich Bayern entsprachen. Es ist jenes Gebiet, das heute die Pfalz ausmacht, zuzüglich des jetzt saarländischen Saarpfalz-Kreises.
Pfarrer Frey gab das umfangreiche Werk unter dem Titel „Versuch einer geographisch-historisch-statistischen Beschreibung des königlich bayerischen Rheinkreises“, in 4 Bänden heraus. Band 1 umfasste den Gerichts-Bezirk von Landau, also seine unmittelbare Heimat, Band 2 den von Frankenthal. Beide Bücher erschienen 1836 in Speyer. Die Fortsetzungsbände 3, über den Gerichtsbezirk Kaiserslautern und 4, über jenen von Zweibrücken folgten 1837. Der Bayerische Rheinkreis existierte zu dieser Zeit erst seit 20 Jahren und war aus vielen verschiedenen historischen Territorien zusammengesetzt worden; noch niemand hatte die Neuschöpfung komplett und detailliert beschrieben. Ein ähnliches Werk wie Frey fertigte Johann Goswin Widder 1786/87 unter dem Titel „Versuch einer vollständigen Geographisch-Historischen Beschreibung der Kurfürstlichen Pfalz am Rheine“ ebenfalls in 4 Bänden. Es konnte Michael Frey aber nur sehr bedingt als Quelle dienen, da die bewegten Zeitläufte seither sehr vieles radikal verändert hatten und nicht einmal die Hälfte jener Gebiete, die er jetzt beschrieb, vorher zur alten Kurpfalz gehörten. In der allgemeinen Gestaltung diente ihm Widders Beschreibung freilich als Vorlage, was sich schon am ähnlichen Titel erkennen lässt. Pfarrer Freys Werk ist jedoch das erste und grundlegende dieser Art, das die gesamte linksrheinische Pfalz beinhaltet, weshalb es zu einem gesuchten Quellenwerk wurde und man es 1975 nochmals im Reprint auflegte.
Über diese Landesbeschreibung hinaus veröffentlichte Michael Frey 1845 mit Franz Xaver Remling zusammen das „Urkundenbuch des Klosters Otterberg“.

Im Band 48 der Allgemeinen Deutschen Biographie heißt es 1904 abschließend über ihn: 

„…ein Mann, den die katholische Geistlichkeit mit Stolz den ihrigen nennt und der für immer unter den Geschichtschreibern der Pfalz einen geachteten Namen sich erworben hat.“

## Werke
- Versuch einer geographisch-historisch-statistischen Beschreibung des königlich bayerischen Rheinkreises. 4 Bände. F. C. Neidhard, Speyer 1836/37 (Band 1, Band 2, Band 3, Band 4).
- (hrsg. mit Franz Xaver Remling) Urkundenbuch des Klosters Otterberg. Kirchheim, Schott und Thielmann, Mainz 1845 (online).